# (82155) 2001 FZ173
(82155) 2001 FZ173, também escrito como (82155) 2001 FZ173, é um objeto transnetuniano que está localizado no disco disperso, uma região do Sistema Solar. Ele possui uma magnitude absoluta de 6,1 e tem um diâmetro estimado de cerca de 265 km. O astrônomo Mike Brown lista este corpo celeste em sua página na internet como um candidato a possível planeta anão.

## Descoberta
(82155) 2001 FZ173 foi descoberto no dia 24 de março de 2001 pelo Spacewatch.

## Órbita
A órbita de (82155) 2001 FZ173 tem uma excentricidade de 0,625 e possui um semieixo maior de 86,492 UA. O seu periélio leva o mesmo a uma distância de 32,397 UA em relação ao Sol e seu afélio a 141 UA.